# کالج هاروی ماد
کالج هاروی ماد (به انگلیسی: Harvey Mudd College) یک کالج هنر در ایالات متحده آمریکا است که در کالیفرنیا واقع شده‌است.